# Друга аксіома зліченності
Друга аксіома зліченності — властивість деяких топологічних просторів.

## Визначення
Топологічний простір {\displaystyle (X,\;{\mathcal {T}})} задовільняє другу аксіому зліченності, якщо він має зліченну базу. Тобто, існує зліченний набір відкритих множин {\displaystyle \{O_{n}\}}, такий, що будь-яку відкриту множину можна подати як об'єднання множин з цього набору.

## Властивості
- Якщо простір задовольняє другу аксіому зліченності, то він задовільняє і першу, але не обов'язково навпаки.

## Приклади
- Метричні простори задовольняють другу аскіому зліченності: потрібним набором відкритих куль будуть кулі з раціональним радіусом побудовані на точках з раціональними кoординатами, таких куль, очевидно, буде зліченна кількість.